# Milam County
Milam County är ett administrativt område i delstaten Texas, USA, med 24 757 invånare (2010). Den administrativa huvudorten (county seat) är Cameron.

## Geografi
Enligt United States Census Bureau har countyt en total area på 2 647 km². 2 634 km² av den arean är land och 5 km² är vatten.

### Angränsande countyn
- Falls County - norr
- Robertson County - nordost
- Burleson County - sydost
- Lee County - söder
- Williamson County - sydväst
- Bell County - nordväst

### Orter
- Cameron (huvudort)
- Milano
- Rockdale